# Winterheart's Guild
Winterheart's Guild е третият студиен албум на финландската пауър метъл група Соната Арктика, издаден през 2003 г. Записан е в студио „Tico Tico“. От албума произлизат два сингъла – Victoria's Secret и Broken.
Албумът вдъхновява създаването на едноименна компютърна игра в жанра Action-RPG. Музиката към играта ще бъде композирана от Соната Арктика и Inferi.

## Съдъжание
Всички песни са написани от Тони Како.
1. „Abandoned, Pleased, Brainwashed, Exploited“ – 5:37
2. „Gravenimage“ – 6:58
3. „The Cage“ – 4:37
4. „Silver Tongue“ – 3:58
5. „The Misery“ – 5:08
6. „Victoria's Secret“ – 4:43
7. „Champagne Bath“ – 3:57
8. „Broken“ – 5:18
9. „The Ruins of My Life“ – 5:14
10. „Draw Me“ – 4:05
11. „The Rest of the Sun Belongs to Me“ – 4:22 (Бонус песен към японското и корейското издание)

## Участници
- Тони Како – вокали, клавишни
- Яни Лииматайнен – китара
- Томи Портимо – барабани
- Марко Паасикоски – бас китара
- Йенс Юхансон – клавишни сола в песните „The Cage“, „Silver Tongue“, „Victoria's Secret“ и „Champagne Bath“.